# ۳۱۸ (پیش از میلاد)
۳۱۸ (پیش از میلاد) ۳۱۸مین سال قبل از تقویم میلادی است.